# Cavolinia inflexa
Cavolinia inflexa is een slakkensoort uit de familie van de Cavoliniidae. De wetenschappelijke naam van de soort is voor het eerst geldig gepubliceerd in 1813 door Lesueur.